# Парсак-Римонде
Парсак-Римонде (фр. Parsac-Rimondeix) — муніципалітет у Франції, у регіоні Нова Аквітанія, департамент Крез. Парсак-Римонде утворено 1 січня 2016 року шляхом злиття муніципалітетів Парсак i Римонде. Адміністративним центром муніципалітету є Парсак. Населення — 713 осіб (01.01.2021).